# Мерзлікін Дмитро Юрійович
Дмитро́ Ю́рійович Мерзлі́кін (нар. 8 березня 1984, с. Середньобіле Івановського району Амурської області, РФ) — український військовик-артилерист, майор, командир батареї.

## Життєпис
Батько — військовий, росіянин, матір — українка. Після відновлення Незалежності родина переїхала на Львівщину. Останнім місцем служби батька була Жовква, де Дмитро закінчив школу. 2005 року закінчив Сумський військовий інститут ракетних військ та артилерії імені Богдана Хмельницького.

### Служба
Від 2005 року проходив військову службу в артилерійській бригаді у Тернополі. Після розформування військової частини у 2013 році продовжив службу в одній з окремих механізованих бригад на Львівщині. У червні 2014 року вирушив у зону проведення АТО — у 24-й Яворівській окремій механізованій бригаді. Спочатку на Дніпропетровщину, потім — до Амвросіївки Донецької області, згодом — під Зеленопілля Луганської області.
Під Зеленопіллям зазнав важких поранень. У ніч проти 11 липня він у складі підрозділу батальйонно-тактичної групи, де були дві колони 72-ї та 79-ї бригади, прикриваючи державний кордон України, потрапив під вогонь реактивних систем залпового вогню БМ-21 «Град» з боку Російської Федерації. Був госпіталізований (гелікоптером переправили до Дніпра), переніс близько 40 різних операцій — поєднана вогнепальна травма, забій головного мозку, вогнепальне сліпе осколкове поранення середньої зони обличчя, перелом правої вилицевої кістки, стороннє тіло в лівій привушно-жувальній ділянці, множинні вогнепальні поранення м'яких тканин, сліпе лівого стегна, посттравмтична невропатія правого ліктьового та малогомілкового нерва, посттравматична анемія важкого ступеня.
Попри те, що Дмитро Мерзлікін і донині пересувається на милицях, його не звільнили з лав Збройних Сил України в запас, а перевели служити в Тернопільський обласний військовий комісаріат на посаду старшого офіцера відділу обліково-мобілізаційної роботи.

### Родина
Одружений, дружина Жанна, виховує дочку.

## Нагороди
- Орден Богдана Хмельницького ІІІ ступеня — за особисту мужність і високий професіоналізм, виявлені у захисті державного суверенітету та територіальної цілісності України, вірність військовій присязі (2015)[4]. Нагороду особисто вручив Петро Порошенко під час робочої поїздки до Тернопільської області 2 квітня 2015 року.

## Світлини

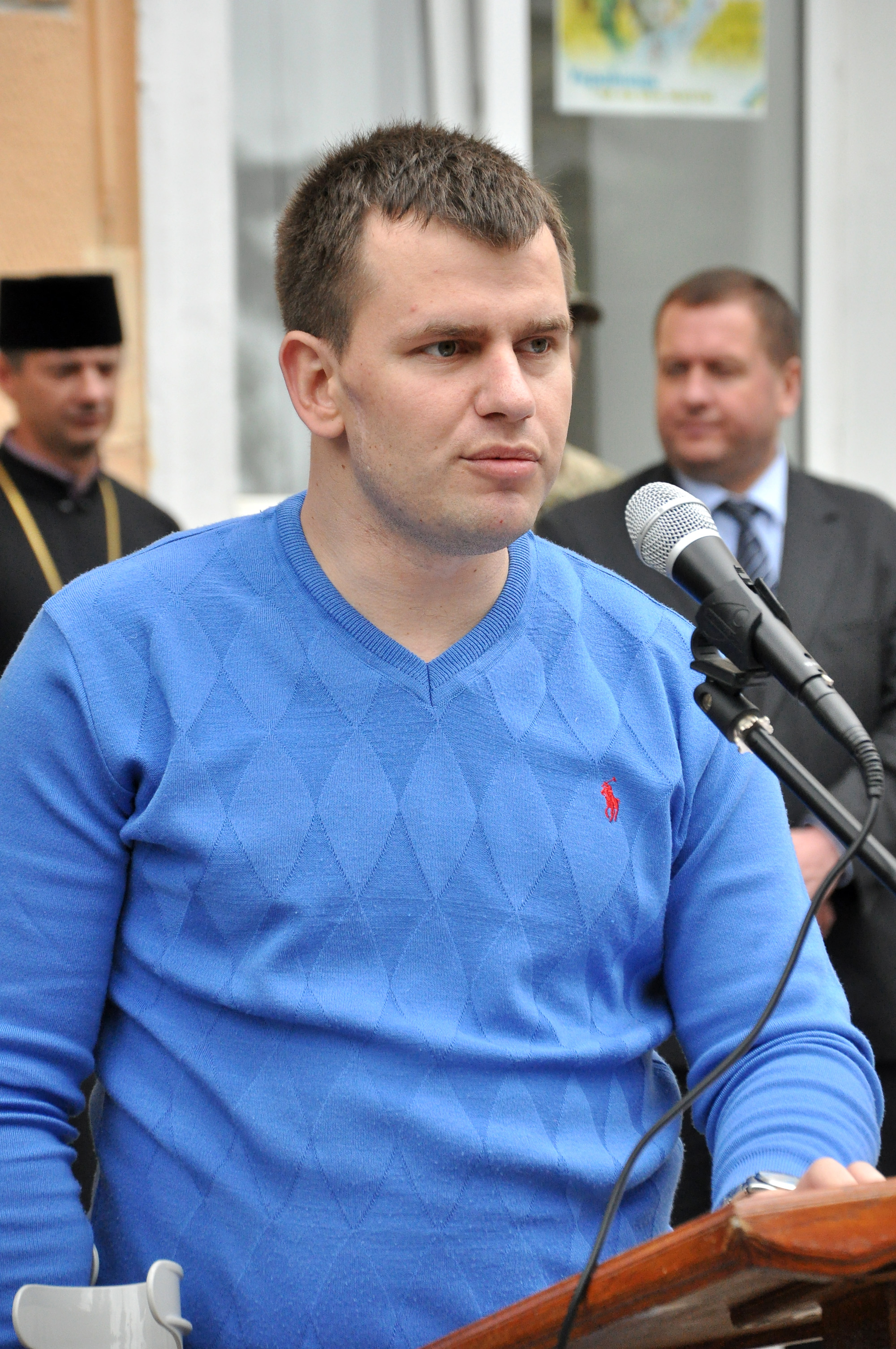
Дмитро Мерзлікін виступає на відкритті пам'ятної дошки Олександрові Орляку на фасаді Тернопільської школи № 5.
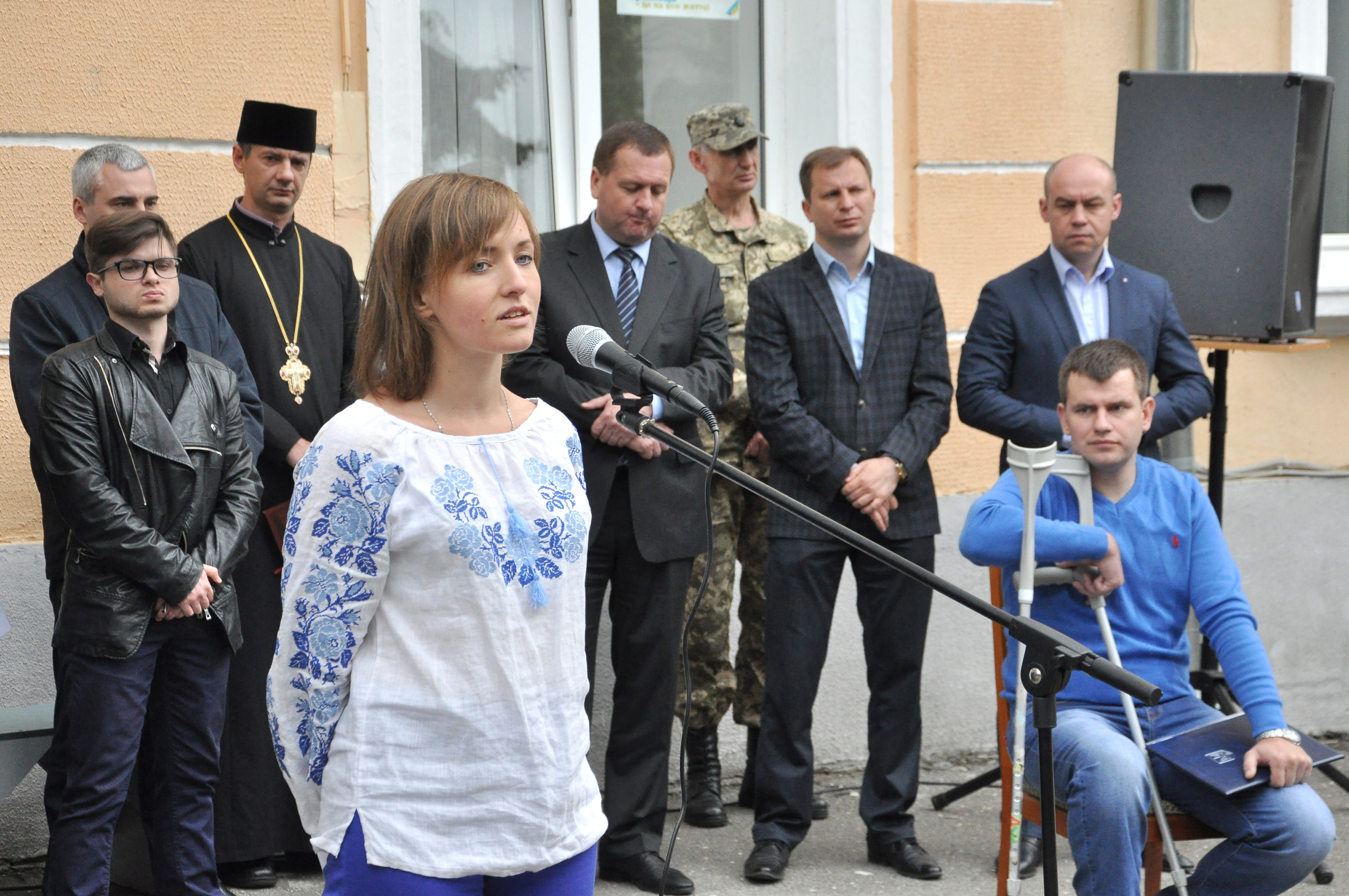
На відкритті пам'ятної дошки Олександрові Орляку